# Glovebruna
Glovebruna är en bergstopp i Antarktis. Den ligger i Östantarktis. Norge gör anspråk på området. Toppen på Glovebruna är 2 346 meter över havet.
Terrängen runt Glovebruna är kuperad söderut, men norrut är den platt.  Trakten är obefolkad. Det finns inga samhällen i närheten.